# Hypocoelotes tumidivulva
Hypocoelotes tumidivulva là một chi đơn loài nhện trong họ Agelenidae. Chúng được miêu tả năm 1980 bởi Nishikawa, và chỉ được tìm thấy ở Nhật Bản.